# Буньково (Ступинский район)
Буньково — деревня в Ступинском районе Московской области, входит в состав Аксиньинского сельского поселения.

## География
Деревня расположена в северо-восточной части Ступинского района. До 2005 года входила в упразднённый Аксиньинский сельский округ. Находится на реке Болошивке. В прежние времена, когда реки были полноводнее, Буньково располагалось на речке Сосенке, которая сейчас превратилась в безымянный ручей.

## История
По данным словарей, название «Буньково» произошло от антропонима: Буня, Бунко, Буньков… Этимологический словарь Фасмера пишет: «Буня — „хвастун, гордец“, рязан., тамб.». То же показывает и словарь Даля. Первое упоминание о селении встречается в духовной грамоте великой княгини Софьи Витовтовны от 1451 года:
«Во имя святых и живоначальных Троицы, Отца и Сына и Святого духа, и по благословению отца нашего Ионы, митрополита киевского и всея Руси, се я грешная и худая раба Божия Софья, пишу сию духовную грамоту, о управление чина о своей души, в своём смысле и в своём разуме.<…> А сноху свою, великую княгиню Марию, благословляю, даю ей святую икону окованну на мусии святыи. <…> А из прикупов из своих, из Коломенских сёл (даю): Северсце село Григориево село Наумова да у Малино Ивановское село Бунькова.»
Софья, будучи дочерью великого князя литовского, могла получить хорошее приданое, на которое она «примыслила» (купила, приобрела) много сёл и деревень. Если учесть, что Буньково было «из Коломенский прикупов», то, скорее всего, великая княгиня и приобрела его на своё приданое. Ранее сельцо Буньково принадлежало сыну боярскому Ивану Бунко. С именем последнего связан весьма интересный факт. 13 февраля 1446 года во время литургии в соборе Троицкого монастыря, Бунко приехал к великому князю Василию II и сообщил о заговоре Ивана Можайского и Дмитрия Шемяки. Следует учесть, что Бунко чуть ранее переметнулся на сторону Дмитрия Шемяки. Однако он оставался верен своему бывшему князю, решаясь на такой шаг. Но старания Ивана Бунко не оценили, и его избили ратные люди Василия II.
В период XVI—XVII вв. в Коломенском уезде существовало два Бунькова: одно в Маковском стане (нынешнее село), второе (пустошь Буньково) — в Комаревском стане, на реке Бунчихе. Расстояние между ними по прямой около 20 км. В XVI веке Буньково владели Борыковы (Барыковы). Существуют два древних дворянских рода Барыковых. Один из этих двух родов, по официальным данным, ведёт своё начало от Тимофея Борыкова, сын которого был известен в Коломенском уезде ещё в 1627 году. В «Писцовой книге Московского государства» встречаем такую запись от 1577—1578 гг.:
«За Тимофеем Тихоновым сыном Борыкова, а преж того было в поместье за отцом его: сельцо Бунково на речке Сосонке (Сосенке — прим.): пашни сер. земли 37 четьи, добр. землею 30 четьи, пер. 53 четьи, пер. и лесом поросло 110 четьи, доброю землею пер. и лесом поросло 130 четьи, и обоего пашни (и) пер. и лесом поросло добр. землею с наддачею 160 четьи в поле, а в дву потому ж, сена по оврагам и меж пашен 300 коп. лесу рощи 15 дес.»
В период Смутного времени (конце XVI—начале XVII веков) в окрестностях Буньково разворачивались события, произошедшие 8 октября 1606 года, связанные с противостоянием соединённых войск И. Болотникова и И. Пашкова и войск царя Василия Шуйского. В XVIII веке проводилось генеральное межевание земель, в соответствии с которым были изданы Планы Генерального Межевания. По результатам данного межевания Буньково значилось так:
« Бунково, сельцо Коломенского уезда, Маковского стана, общее владение капитана Григория Григорьевича Желтухина да отписной вотчины, что прежде была асессора Антипы Григорьевича Чюбарова, которая ныне в ведомстве Коломенской воеводской канцелярии. Межевал 11 октября 1768 года. Пашня 357 десятин 1386 саженей, сенной покос 7 десятин 100 саженей, селение 7 десятин, дороги 2000 десятин, река 2 десятины 300 саженей.»
(Прим.: в 1 десятине 2400 квадратных саженей, в 1 квадратной сажени — 1,12 га).
Желтухины — это древний дворянский род из Коломны. Сам Григорий Григорьевич Желтухин, один из владельцев Буньково в XVIII веке, был отставным капитаном, в 1753 году заключил брак с Дарьей Борисовной Загряжской. Родственником супруги Г. Г. Желтухина был Владимир Сергеевич Бутурлин, женатый на Марии Борисовне Загряжской, сестре Дарьи Борисовны. Бутурлины же, в свою очередь владели соседним старинным селом Голочелово.
По состоянию на 1768 год в Буньково проживало 48 человек.
В 1859 году в свет вышли «Списки населённых мест Московской губернии». Это было статистическое издание, дающее наиболее полное представление о населённых пунктах того времени. В этом издании Буньково именовалось как «Буняково с хутором Московкою» и располагалось при речке Сосенке. По данным переписи, в Буньково в 1859 году было 29 дворов, населяли которые 170 человек — 74 мужского пола и 96 женского. В соседнем Ламоново было 24 двора, а население составляло 131 человек. В деревне Старое было 27 дворов, где проживали 192 человека. По данным Памятной книжки Московской губернии на 1890 год, в деревне Буньково насчитывалось 104 души а вот в 1899 году — уже 78. Примечательно, что в этой книжке Буньково упоминается как «Дуньково». Оно находилось в составе Глебовской волости Коломенского уезда, во 2-м стане. Волостное правление располагалось в селе Хонятино. Там же находилась и церковно-приходская школа. По данным Памятной книжки Московской губернии на 1909 год, Буньково располагалось в той же волости, но уже в 3-м стане. Становой пристав находился в с. Озеры (ныне — город Озеры). В его ведении находились Глебовская, Малинская, Горская, Куртинская, Верховлянская, Мещеринская, Суковская и Бояркинская волости (по состоянию на 1895 год). В Буньково в 1912 году было 39 дворов. С приходом новой власти произошли изменения и в административном делении Московской области. Постановлением ВЦИК № 358 от 12 июля 1929 года был образован Малинский район Московской области, куда вошло и Буньково.
Буньковцы внесли посильную лепту в борьбе с фашизмом. Жители деревни призывались Малинским РВК, уходили на фронт, погибали, пропадали без вести. Те, кто родился в Буньково, но проживал в Москве или каком-либо другом городе или селении, также жертвовали собой и своей жизнью за освобождение от фашизма в Великую Отечественную войну.
Но в середине 1950-х годов Малинский район постигло укрупнение, и указом Президиума Верховного Совета РСФСР от 7 декабря 1957 года район был упразднён. Он вошёл в состав Ступинского района (с 1934 по 1938 годы Ступино носило название рабочий посёлок Электровоз).